# El coloquio de los perros
El coloquio de los perros (título por el que es más conocida, aunque su título real es Novela, y coloquio, que pasó entre Cipión y Berganza, perros del Hospital de la Resurrección, que está en la ciudad de Valladolid, fuera de la puerta del Campo, a quien comúnmente llaman "Los perros de Mahudes") es una de las Novelas ejemplares de Miguel de Cervantes. 
La consideración de esta pieza como una novela independiente dentro de las Novelas ejemplares es problemática, ya que el Coloquio es en realidad un texto que uno de los personajes de la novela anterior, El casamiento engañoso, da a leer a un amigo. Así pues, en cierta manera ambas novelas forman una unidad.
Escenifica la conversación entre dos perros, llamados Cipión y Berganza, que guardan el citado Hospital de la Resurrección de Valladolid, en cuyo solar se encuentra hoy la Casa Mantilla. Al comprobar que han adquirido la facultad de hablar durante las noches, Berganza decide contar a Cipión sus experiencias con distintos amos, recorriendo lugares como Sevilla, Montilla (Córdoba) y Granada, hasta llegar a Valladolid.
El relato de Berganza está construido según los principios estructurales básicos de la novela picaresca (principio de viaje, principio de servicio a varios amos, etc.). Mediante el contrapunto de los comentarios del otro perro, Cipión, Cervantes cuestiona algunos de los presupuestos y las técnicas de la picaresca, a la vez que reflexiona sobre las relaciones entre la literatura, la verosimilitud y la realidad.
Buena parte de la crítica ha encuadrado asimismo este relato dentro de la prosa satírica, adscribiéndolo más modernamente —por el sustantivo perros del título, que alude a sus dos protagonistas— a la corriente filosófica cínica: la obra incluiría tanto una crítica social general como una crítica estatal (la corte de Felipe III). Sigmund Freud, reconocido lector del Coloquio, ya aludió al «espíritu cínico y escéptico» de la novela. Pierre Daniel Huet inició la tradición de asociarla con El asno de oro de Apuleyo, mientras que Menéndez Pelayo y otros comentaristas la entroncan con la sátira lucianesca, entre otras muchas interpretaciones.